# Штайнбах-ам-Доннерсберг
Штайнбах-ам-Доннерсберг (нім. Steinbach am Donnersberg) — громада в Німеччині, розташована в землі Рейнланд-Пфальц. Входить до складу району Доннерсберг. Складова частина об'єднання громад Віннвайлер.
Площа — 4,43 км2. Населення становить 733 ос. (станом на 31 грудня 2020).

## Галерея

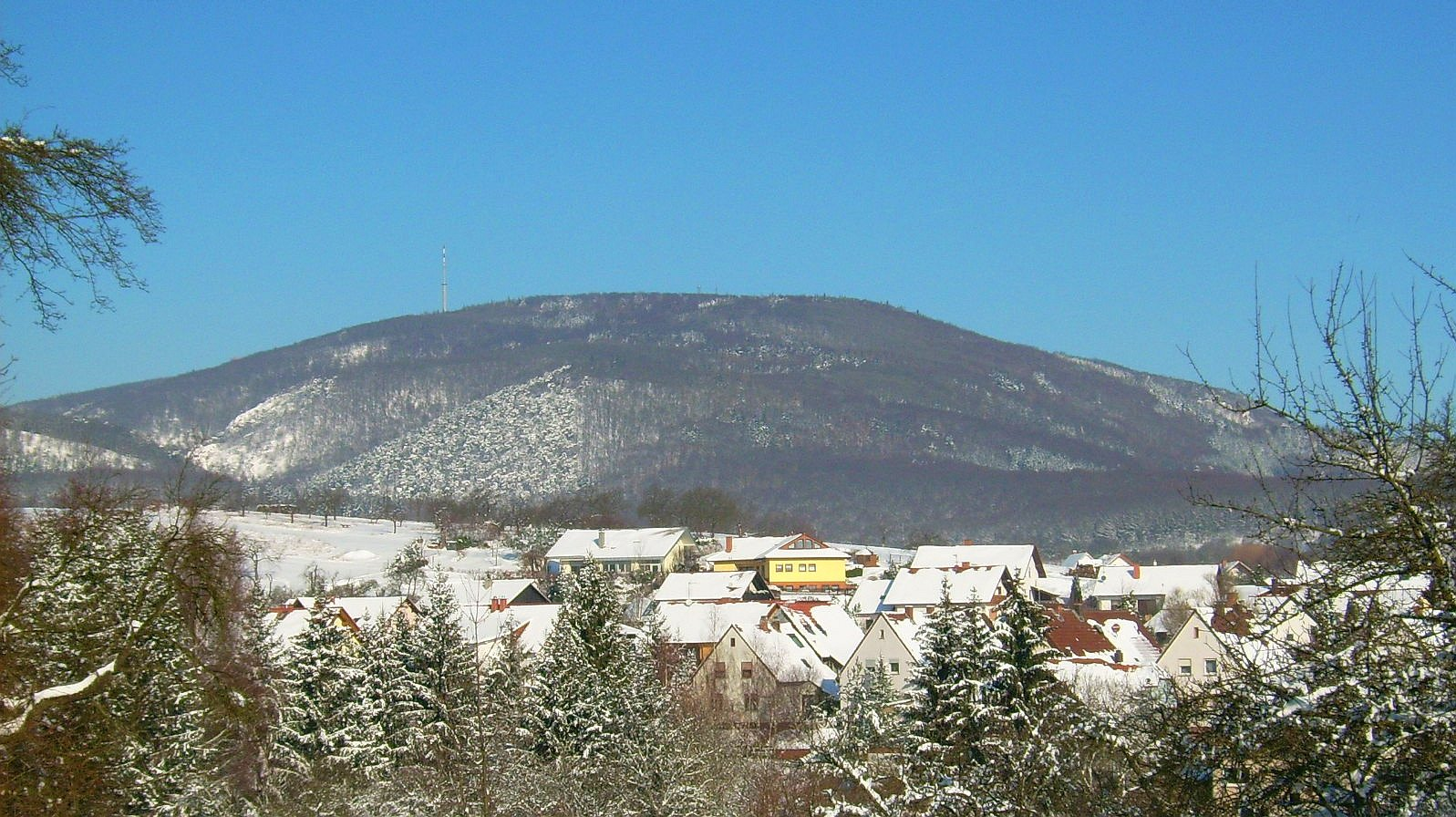
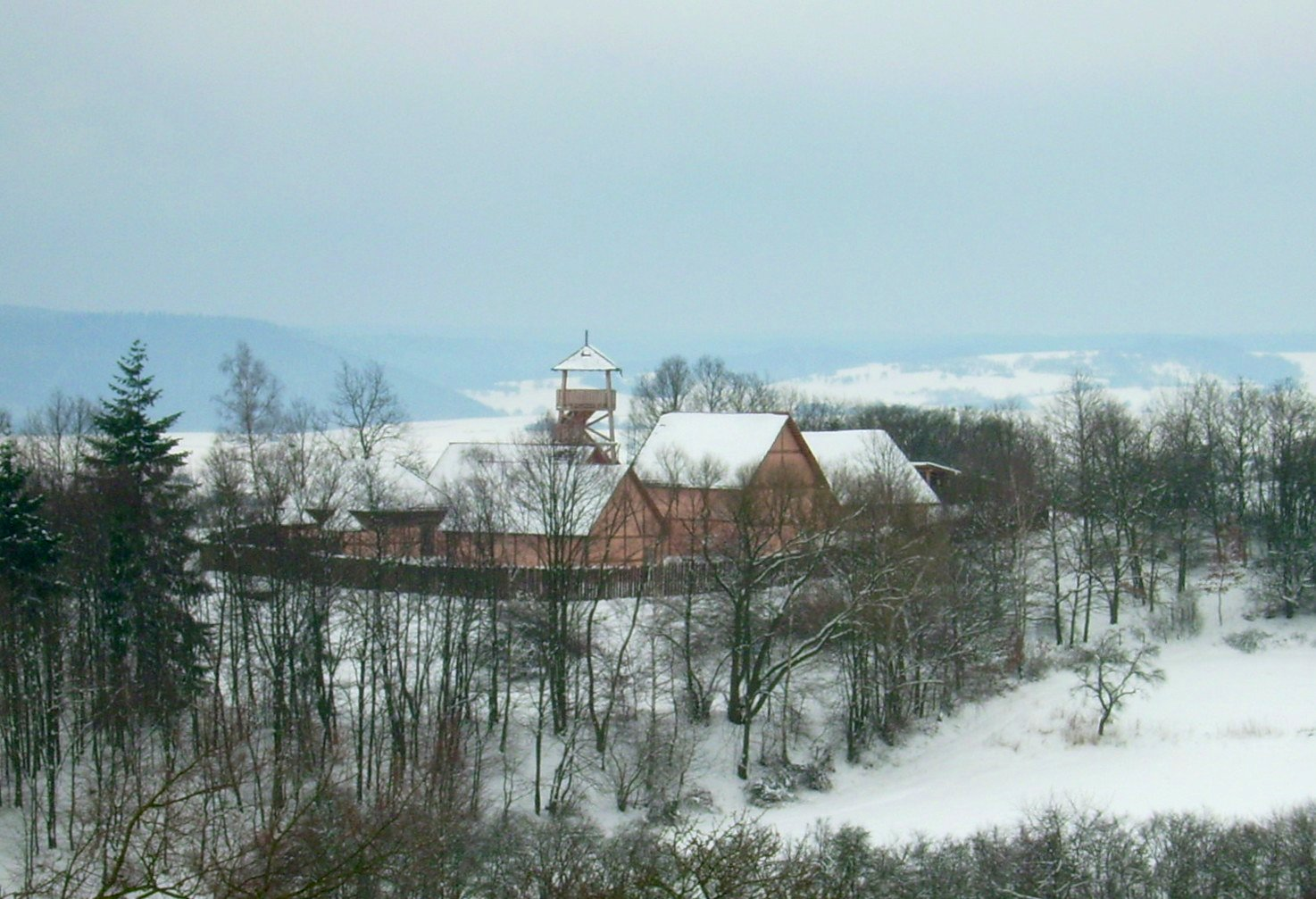